# FC Málaga (Frauenfußball)
Die Frauenfußballabteilung des FC Málaga aus Spanien besteht seit dem 9. Juni 2016 nach der Eingliederung des Club Atlético Málaga.

## Geschichte
Der 1992 gegründete Club Atlético Málaga war der Nachfolgeverein des 1984 gegründeten Málaga Club de Fútbol Femenino, eines Pioniers des Frauenfußballs in Andalusien. Er spielte fünfzehn Jahre erstklassig und gewann 1998 das nationale Triple aus Meisterschaft, Pokal und Superpokal. Nach der Jahrtausendwende erfolgte ein sportlicher Niedergang und die Ablösung durch Sporting Huelva als Vormacht im andalusischen Frauenfußball. Nach einer Phase der Zweitklassigkeit schaffte der Club 2009 die Rückkehr in die Primera División, in der er sich drei Spielzeiten hindurch bis zum erneuten Abstieg 2012 halten konnte. 
In seinen Vereinsfarben und in der Gestaltung seines Emblems hatte sich Atlético schon nah an den lokalen Traditionsclub FC Málaga angelehnt. Am 9. Juni 2016 wurde er schließlich in diesen inkorporiert. Als Zweitligameister der Saison 2017/18 gelang ihm der Aufstieg in das spanische Oberhaus zur Spielzeit 2018/19. Als Tabellenvorletzter stieg der Club in dieser Spielzeit sofort wieder in die zweite Liga ab.

## Erfolge
Als Club Atlético Málaga
| Spanische Meisterschaft | (1×): | 1998 |
| Spanischer Pokal        | (1×): | 1998 |
| Spanischer Superpokal   | (1×): | 1998 |

## Weblink
- Málaga y Sevilla, provincias pioneras en el fútbol femenino andaluz. In: rfaf.es. RFAF, 17. März 2017, abgerufen am 29. September 2018.